# Feletto
Feletto est une commune italienne de la ville métropolitaine de Turin, dans la région Piémont.

## Administration
| Période                                  | Période  | Identité          | Étiquette | Qualité |
| ---------------------------------------- | -------- | ----------------- | --------- | ------- |
| 29 mai 2007                              | En cours | Stefano Filiberto | civica    |         |
| Les données manquantes sont à compléter. |          |                   |           |         |

### Communes limitrophes
San Giorgio Canavese, Rivarolo Canavese, Lusigliè, San Giusto Canavese, Bosconero.